# Umberto Mozzoni
Dom Umberto Mozzoni (Buenos Aires, 29 de junho de 1904 — Roma, 7 de novembro de 1983) foi cardeal da Igreja Católica argentino. Serviu como núncio apostólico na Bolívia, na Argentina e no Brasil, e foi elevado ao cardinalato em 1973.

## Biografia
Nasceu em Buenos Aires, Argentina, filhos de pais italianos naturais de Macerata, para onde a família retornou posteriormente. Ingressou no Seminário de Macerata e, posteriormente, em Roma, no Pontifício Seminário Romano, no Pontifício Ateneu Romano "S. Apolinário" e na Universidade de Roma, obtendo os títulos de doutor em Filosofia e Teologia. Diplomou-se ainda em Direito Canônico e Civil.
Foi ordenado sacerdote em 14 de agosto de 1927, em Roma. Exerceu o ministério na Diocese de Macerata e foi professor no seminário local (1927-1935). Ao iniciar sua carreira diplomática, serviu, sucessivamente, como secretário e auditor nas delegações apostólicas do Canadá e da Grã-Bretanha e na nunciatura de Portugal. Camareiro privado de Sua Santidade, 7 de outubro de 1936; reconduzido em 3 de março de 1939. Prelado doméstico de Sua Santidade, 2 de janeiro de 1948.
Em 13 de novembro de 1954 foi nomeado arcebispo titular de Sida e núncio apostólico na Bolívia. Recebeu sua sagração episcopal em 5 de dezembro seguinte, das mãos do cardeal James Charles McGuigan, arcebispo de Toronto, tendo Antonio Samorè, arcebispo titular de Tarnovo, e Silvio Cassulo, bispo da Diocese de Macerata, como co-consagrantes, na capela do Pontifício Seminário Romano. Seu lema episcopal era Duc in altum.
Durante seu mandato como núncio apostólico na Bolívia, trabalhou pela proteção de missionários estrangeiros. Em 20 de setembro de 1958, foi designado para nunciatura da Argentina. Aí presenciou o golpe de estado que instaurou a ditadura militar naquele país. Atendeu ao Concílio Vaticano II, de 1962 a 1965. Participou ainda da assembleia plenária da Conferência do Episcopado Argentino, que estudou as conclusões da Segunda Conferência Geral do Episcopado Latino-Americano, em Medellín, antes de ser transferido para o Brasil, em 19 de abril de 1969. Aí chegou em 16 de junho seguinte.
Fez parte do grupo de conciliadores que intercederam pela libertação de Ehrenfried von Holleben, embaixador alemão no Brasil, que, em 11 de junho de 1970, foi sequestrado por grupos guerrilheiros da Ação Libertadora Nacional e da Vanguarda Popular Revolucionária. Os sequestradores exigiram, em troca, a libertação de quarenta presos políticos, os quais foram enviados de avião para a Argélia. O cônsul foi liberto 23 horas após a chegada dos presos.
Em 1972, Mozzoni e o cardeal Dom Vicente Scherer denunciaram o teólogo Leonardo Boff⁣ a ⁣Congregação para a Doutrina da Fé, por seu livro Jesus Cristo Libertador. Em 28 de junho do mesmo ano, por iniciativa do deputado Darci Rangel, recebeu da Assembleia Legislativa do Estado do Rio de Janeiro o título de Cidadão da Guanabara. Também por esse tempo, houve as transferências das embaixadas estrangeiras, incluindo a nunciatura apostólica, do Rio de Janeiro para Brasília, e Dom Umberto teve posição de destaque como porta-voz das exigências dos diplomatas nesta questão.
Em 22 de junho de 1973, foi condecorado com a grã-cruz da Ordem Nacional do Cruzeiro do Sul, que lhe foi conferida pelo então Ministro das Relações Exteriores, Mário Gibson Barbosa.
O papa Paulo VI nomeou-o cardeal-diácono de Santo Eugênio no Consistório de 5 de março de 1973, ocasião em que também foram elevados ao cardinalato os brasileiros Dom Avelar Brandão Vilela, primaz do Brasil, e Dom Paulo Evaristo Arns, arcebispo de São Paulo. Em 19 de junho de 1974, foi eleito presidente da Comissão de Cardeais para os Santuários de Pompeia e de Loreto. Foi um dos cardeais eleitores, da ala conservadora, que tomou parte nos conclaves de agosto e de outubro de 1978, que elegeram, respectivamente, os papas João Paulo I e João Paulo II.
Em 15 de junho de 1980, Mozzoni era o cardeal-protodiácono e, em 2 de fevereiro de 1983, escolheu tornar-se cardeal-presbítero e sua diaconia foi elevada a título pro hac vice.
Faleceu aos 79 anos, numa clínica de Roma, após desmaiar durante a celebração de uma missa. Foi sepultado na catedral de Macerata.